# Octobre 1914 (guerre mondiale)
septembre 1914 - octobre 1914 - novembre 1914
- 1er octobre au 9 octobre : 
  - Bataille d'Arras

- 3 octobre : 
  - Un premier contingent canadien (de 32 000 hommes) est mobilisé pour aller se battre en Europe.
  - Déploiement d'un corps d'élite de l'armée britannique à Anvers.
  - Prise de Lille par les Allemands.

- 4 octobre : 
  - Publication dans le Reich du Manifeste des 93 qui montre le soutien univoque des intellectuels allemands à la politique impériale.

- 5 octobre : 
  - Premier duel aérien de la guerre près de Reims : un biplace Aviatik allemand est abattu à la mitrailleuse par des Français à bord d'un avion Voisin.

- 7 octobre :
  - Le roi des Belges, Albert Ier, évacue Anvers, après en avoir organisé la garnison.

- 8 octobre : 
  - Premier bombardement stratégique réussi sur l'Allemagne. Dusseldorf et Cologne sont notamment atteint par des « Avro 504 » du « Royal Flying Corps ».

- 9 octobre : 
  - L'armée belge se retire d'Anvers : 75 000 soldats britanniques et belges retraitent le long du littoral belge. Les derniers forts de la rive gauche, protégeant la retraite vers la côte, succombent un à un.
  - attaque allemande contre Varsovie : les unités allemandes, tenues en échec, retraitent au terme de trois journées de combat.

- 10 octobre : 
  - Rencontre d'Ostende : les gouvernements belge, français et britannique déterminent les modalités de la poursuite de la guerre de la Belgique aux côtés des Alliés.
  - Installation du gouvernement et du quartier général de l'armée belge à Furnes, en Belgique : le roi des Belges matérialise ainsi son soutien à l'armée belge engagée dans le secteur et sa volonté de maintenir la continuité du royaume sur le territoire belge.

- 14 octobre :
  - Première demande du GQG français au ministère de la guerre de pièces d'artillerie lourdes.

- 15 octobre : 
  - Proclamation du roi Albert Ier à son armée, fixant la résistance sur la ligne de l'Yser comme but aux manœuvres et aux combats de l'armée belge.

- 17 octobre : 
  - Début du siège de Tsingtao : des unités britanniques et japonaises mettent le siège devant la concession allemande.
  - Début de la bataille de l'Yser : premiers mouvements allemands en direction de Dunkerque.
  - Début de la retraité générale des armées allemandes engagées contre Varsovie.

- 18 octobre : 
  - Défaite des unités serbes lancées à la poursuite des armées austro-hongroises alors en retraite en Bosnie-Herzégovine : Oskar Potiorek, gouverneur militaire austro-hongrois, oblige les unités serbes et monténégrines à évacuer le territoire de la double monarchie.
  - Publication dans l'Avanti! d'un article de Benito Mussolini appelant à une intervention italienne dans le conflit aux côtés des Alliés. Cet article marque son ralliement au courant interventionnisme.

- 20 octobre : 
  - Les Allemands battent en retraite devant les Russes dans la boucle de la Vistule.
  - Les Allemands parviennent à franchir l'Yser.
  - Déclenchement d'une offensive allemande dans la région d'Ypres, face aux unités britanniques positionnées dans le secteur.

- 21 octobre : 
  - Ouverture par les Belges des digues de l'Yser. Cette inondation ralentit la poussée allemande, donnant aux Belges le temps de mettre en place une ligne de défense et leur permettant de conserver le contrôle des écluses.

- 25 octobre :
  - Remise par le haut-commandement français au ministère de la guerre d'une liste de pièces d'artillerie lourde.

- 27 octobre : 
  - Bataille d'Ypres. Vaste offensive allemande déclenchée au nord, à l’est et au sud d’Ypres en Belgique.

- 28 octobre : 
  - Combat de Penang : combat naval entre des unités allemandes d'une part, et franco-russes de l'autre. les unités franco-russes sont coulées.
  - Le roi des Belges ordonne l'ouverture systématique des écluses de l'Yser, afin de stopper l'avance allemande dans la région.

- 29 octobre : 
  - Les Ottomans bombardent les côtes russes de la mer Noire, officialisant l'intervention de l'empire ottoman aux côtés des puissances centrales.
  - Ouverture des digues de la région de Dixmude en Belgique : une zone de 10 km le long sur 3 de large est inondée, ralentissant les opérations dans le secteur.

- 31 octobre :
  - Fin de la bataille de l'Yser : stabilisation du front, après les inondations ordonnées par le commandement belge.
  - Nouvelles tentatives allemandes de percer dans le secteur d'Ypres.
  - Commande du ministère de la guerre aux arsenaux et aux industriels des pièces d'artillerie lourde demandées le 25 octobre par le haut-commandement.